# Hammerdal
63°34′57.212″N 15°21′2.3292″Ø / 63.58255889°N 15.350647000°Ø
Hammerdal er en by i Strömsunds kommune i Jämtlands län i landskapet Jämtland i Sverige. I 2005 havde byen 996 indbyggere.
Hammerdal ligger ved E45 cirka 30 kilometer syd for Strömsund. Stedet var administrationscenter for Hammerdals kommune fra 1944 til 1973, da den blev en del af Strömsunds kommune. 
Stedet er kendt for træindustri og for et større cementstøberi. Hammerdal var længe et kirkeligt centrum for det nordlige Jämtland og man kender til, at der var kirke der i 1300-tallet. Den nuværende kirke er fra 1782. Stedet var også juridisk centrum for nordre Jämtland som hjemsted for Hammerdals tingslag, der var en slags retskreds, som grænsede til Lappland i nord og til Nord-Trøndelag i vest. I 1928 havde tinglaget 18.007 indbyggere på et areal som var 9.220 kvadratkilometer stort. 